# Chrysophyllum albidum
Chrysophyllum albidum là một loài thực vật có hoa trong họ Hồng xiêm. Loài này được G.Don mô tả khoa học đầu tiên năm 1837.